# Laryea Kingston
Laryea Kingston (* 7. November 1980 in Accra) ist ein ehemaliger ghanaischer Fußballspieler.

## Karriere
Zuletzt stand er ein halbes Jahr bei Vitesse Arnheim unter Vertrag, wo er sich jedoch wegen einer langwierigen Verletzung und anschließend aufgrund von Herzproblemen nicht durchsetzen konnte. Im Dezember 2010 löste Vitesse den Vertrag auf. Nachdem er seit Dezember 2010 ohne Verein war, kehrte er am 5. April 2011 zum Hearts of Oak zurück. Auch nachdem er bei Hapoel Beer Sheva spielte und später erneut vereinslos war, nahm ihn Hearts of Oak auf. Vor der fast drei Jahre andauernden Pause seiner Karriere, wechselte er noch im Jahr 2013 zu Phoenix Rising FC.
Den Neueinstieg versuchte er dann am 16. August 2016 beim Verein Genclik Gücü TSK, bevor er noch im Folgemonat das Ende seiner Karriere erklärte.
Seit 2022 ist Kingston im Besitz der UEFA-B-Trainerlizenz, die er über die Scottish Football Association erlangt hat. Zu diesem Zeitpunkt war er als Trainer in der Jugendarbeit der Right to Dream Academy tätig.

## Familie
Laryea Kingstons Bruder, Richard Kingson, spielt im Tor der ghanaischen Nationalmannschaft und bestritt bei der Fußball-Weltmeisterschaft 2006 in Deutschland alle vier Spiele.

## Erfolge
- 3. Platz Afrika-Cup 2008
- 3. Platz Premier Liga Russland 2006
- Teilnahme an der FIFA-U17-Weltmeisterschaft 1997
- Teilnahme an der FIFA-U20-Weltmeisterschaft 1999